# برايدن ميتشيل
برايدن ميتشيل (بالإنجليزية: Brayden Mitchell)‏ هو لاعب اتحاد الرغبي نيوزيلندي، ولد في 21 يناير 1989 في إنفركارجل في نيوزيلندا.